# Peter Štumpf
Peter Štumpf SDB (Beltinci, Eslovênia, 28 de junho de 1962) é um clérigo católico romano esloveno e Bispo de Murska Sobota.

## Biografia
Peter Štumpf ingressou na Ordem Salesiana de Dom Bosco e, depois dos estudos teológicos na Universidade Salesiana de Turim, em 29 de junho de 1990, foi ordenado sacerdote pelo Bispo de Maribor Franc Kramberger.
Posteriormente foi pároco em algumas paróquias confiadas aos Salesianos: Ig (Liubliana), Sevnica, Maribor e Veržej. Em 2002 obteve o doutoramento em Teologia pela Faculdade Teológica de Ljubljana e, desde 2003, pároco de Rakovnik (Ljubljana) e decano do setor sul da capital eslovena.
Em 24 de maio de 2006, o Papa Bento XVI o nomeou bispo auxiliar de Maribori, assim como bispo titular de Musti na Numídia. O arcebispo de Maribor, Franc Kramberger, consagrou-o bispo em 10 de setembro do mesmo ano; os co-consagradores foram Marjan Turnšek, Bispo de Murska Sobota, e Anton Stres CM, Bispo de Celje.

Em 28 de novembro de 2009, Bento XVI o nomeou Bispo de Murska Sobota. A posse ocorreu em 10 de janeiro de 2010.